# モロタイ島の戦い
モロタイ島の戦い（モロタイとうのたたかい）は、太平洋戦争後期にインドネシア東部モルッカ諸島のモロタイ島で守備する日本軍と上陸したアメリカ軍主力の連合国軍の間で行われた戦いである。
アメリカ軍の作戦名はトレードウィンド作戦（Operation Tradewind)。
アメリカ軍は、フィリピン反攻作戦の第一歩として、モロタイ島を占領し飛行場など大規模な基地を建設した。

## 背景
太平洋戦争中、ニューギニア方面から反攻作戦を行ってきたダグラス・マッカーサー将軍を指揮官とするアメリカ陸軍主体の連合国南西太平洋方面軍は、1944年後半ついにフィリピンへの侵攻に着手することにした。その第一歩としてフィリピン方面への航空作戦の拠点の確保が必要となり、ニューギニア西方に位置するモルッカ諸島のモロタイ島が攻撃目標に選ばれた。
また同時並行でパラオ諸島のペリリュー島とアンガウル島も、アメリカ海軍主体の連合国中部太平洋方面軍が担当して攻略されることとなった。（この際の戦略決定の経緯についてはフィリピンの戦い (1944-1945年)#アメリカを参照。）
一方、1942年にオランダ領東インドの一部であったモロタイ島を占領した日本軍は、以後、あまり有力な守備隊を配置していなかった。1944年にモルッカ諸島方面の防備強化が図られ、第32師団が派遣されたが、守備の重点は平野が多く飛行場に適した隣のハルマヘラ島に置かれた。モロタイ島には、一旦は第32師団の2個大隊が分遣されて飛行場建設を進めたが、水はけが悪いために建設は放棄された。この2個大隊はハルマヘラ島に撤収し、後には川島威伸中尉を指揮官とする第2遊撃隊所属の2個中隊（主に高砂義勇兵）を配置しただけであった。なお、松尾寛少尉を指揮官とするモロタイ島海軍見張所もあり、電探（レーダー）2基を配置していた。
連合軍の上陸時、島には9000人の現地人が住んでいた。島民に対する宣撫工作を行うために、連合軍の上陸部隊には、オランダ軍の民政班が加えられた。

## 戦闘経過

### 連合軍の上陸

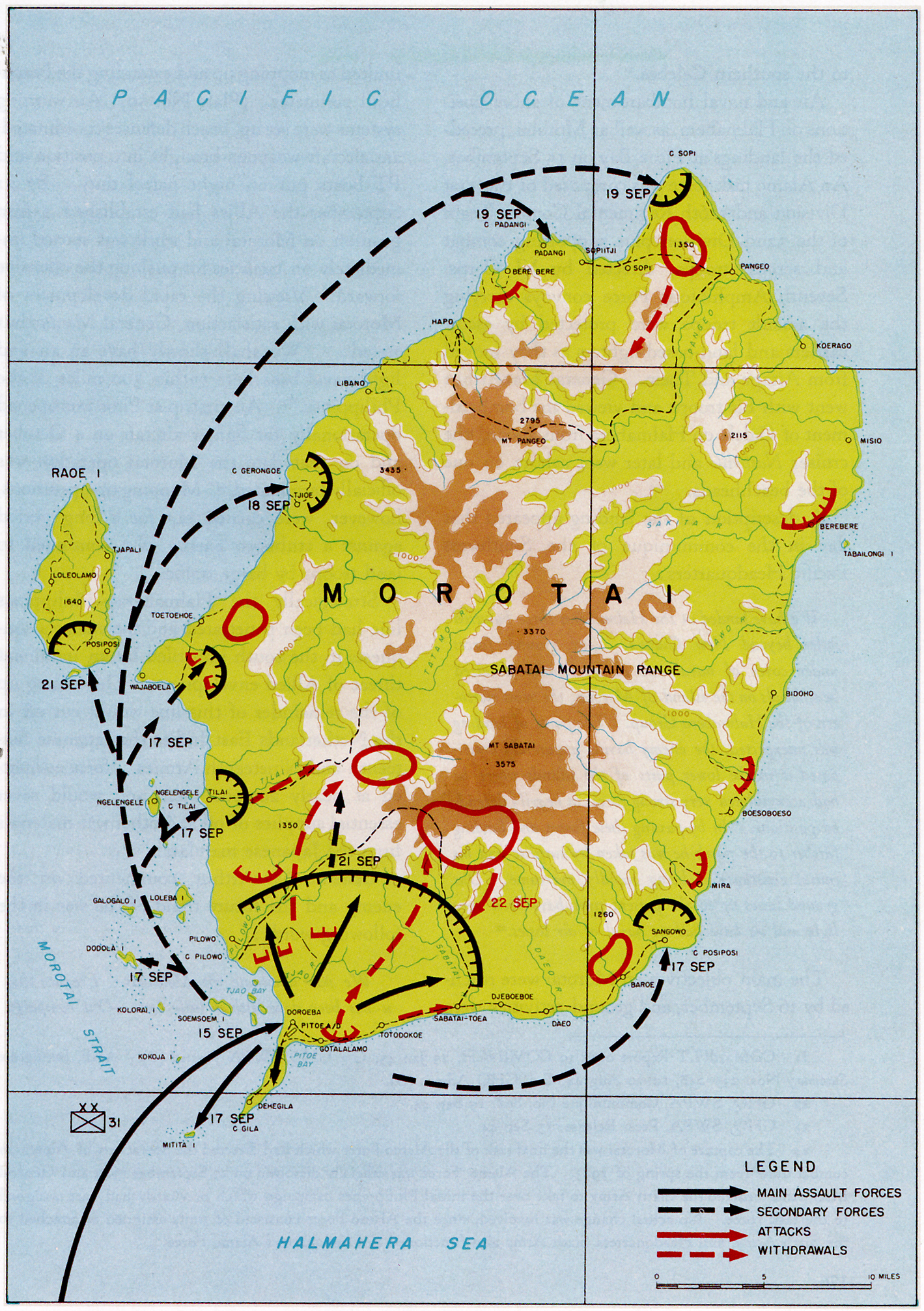
モロタイ島の米軍作戦図

連合軍は、アメリカ陸軍地上軍4万人、アメリカ陸軍航空軍1万7000人の圧倒的兵力を投入して、モロタイ島の攻略に着手した。1944年8月から9月にかけて、モロタイ島及びペリリュー島への上陸支援のため、フィリピン各地やハルマヘラ島、セレベス島など周辺地域で、機動部隊搭載機などによる航空撃滅戦が行われた。ダバオ誤報事件も重なった結果、日本側の航空戦力は壊滅した。日本軍に上陸意図を察知されないよう、モロタイ島自体への空襲や航空偵察は限定的なものとされた。
9月15日早朝、アメリカ海軍第77任務部隊は、オーストラリア海軍艦2隻を含む巡洋艦5隻や護衛空母6隻などにより、約2時間の事前砲爆撃を上陸地点に対して行った。8時30分、LST45隻などの輸送船団により、アメリカ陸軍第31師団の3個連隊戦闘団をもってモロタイ島への上陸戦を開始した。日本軍地上部隊の抵抗はなかったが、泥やサンゴ礁が揚陸の妨げとなった。
9月18日頃から日本軍の地上反撃があったが、いずれも撃退され、10月4日までにアメリカ軍は島内の制圧を一通り終えた。アメリカ軍の記録によると日本兵104名が戦死し、13名が捕虜となった。アメリカ軍の損害は戦死・行方不明31名、負傷85名だった。DDT散布が効果をあげ、マラリアなどによるアメリカ軍の戦病者は少数に抑えられた。
日本軍の逆上陸を警戒したアメリカ軍は、すぐさま島にPTボート41隻を配備した。これらはモロタイ島近海で200隻以上の日本軍舟艇を撃沈したと報じている。

### 日本軍の反撃

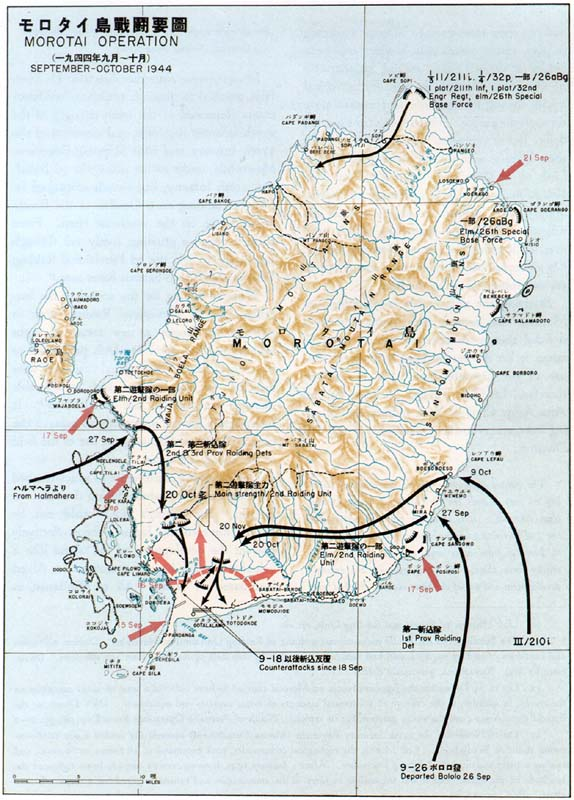
日本軍の逆上陸作戦図

日本軍は、第7飛行師団などの陸海軍航空部隊と潜水艦による反撃を行ったが、大きな成果は得られなかった。連合軍の被害は、呂41潜の攻撃によって護衛駆逐艦「シェルトン」が沈んだ程度であった。
ハルマヘラ島からは船舶工兵第18連隊の舟艇により、第32師団の逆上陸部隊が「斬込隊」として送られ、連合軍飛行場への妨害活動を行った。まず9月26日夜に歩兵第211連隊と212連隊からの3個中隊が出発し、うち2個中隊が成功した。10月上旬には歩兵第210連隊の主力550名が、大発動艇10隻に分乗して逆上陸を行ったが、2隻は空襲で撃沈された。11月16日には歩兵第211連隊主力の守田義輝連隊長以下500名が、軍旗とともに無事に上陸した。守田大佐は、後続の第10派遣隊の1個大隊（180名）など1500名を11月末までに掌握して戦闘したが、12月中旬に戦死した。そのため、歩兵第210連隊長の大内競大佐が1945年1月10日にモロタイ島へ進出し、新たな現地指揮官となった。
航空機による飛行場への妨害攻撃や小規模な逆上陸は、その後のフィリピン各地の戦いの間も続けられた。レイテ島での義号作戦の一環として空挺部隊の降下も検討されたが、実行はされなかった。ハルマヘラ島からの最後の補給舟艇が到着したのは1945年5月下旬、最後の日本軍による空襲が行われたのは1945年6月23日であった。

## 結果

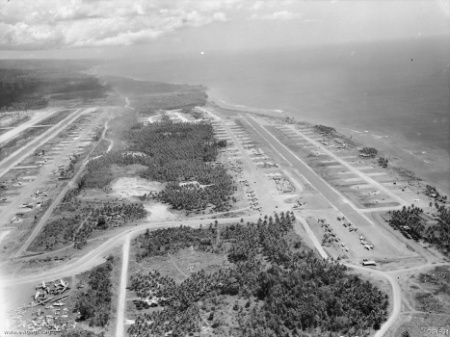
1945年4月のモロタイ島

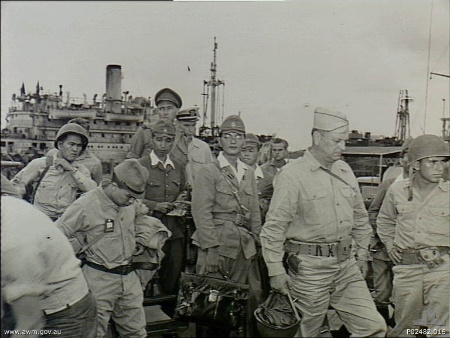
降伏の事前交渉のためモロタイ島を訪れた日本軍の第32師団長石井嘉穂中将。

島を占領した連合軍は、予定通りに大量の建設部隊を送り込み、基地設営を開始した。建設作業にはオランダ軍民政班の徴用した現地人も参加した。日本軍の建設していた飛行場を拡張する計画であったが、やはり地質的に困難と判明したため、新規に滑走路が建設された。10月4日には1500m滑走路が大型爆撃機の作戦可能状態に整備され、ボルネオ島のバリクパパン攻撃などに利用された。その後も基地の拡張は進められ、10月17日には2100mの第二滑走路が完成、11月には約250機の航空機が展開するようになった。燃料タンクや約3000床規模の病院なども整備された。
レイテ島の戦いなどにおいて、モロタイ島は空襲拠点や後方基地として重要な役割を果たした。太平洋戦争終戦時の日本陸軍第2軍の降伏式典も、モロタイ島で行われている。
終戦時に660名の日本兵が投降したが、一部の日本兵は日本の降伏を知らず、なおもジャングル内で生き延びた。例えば1956年には9人の元日本兵が発見され、日本に帰国した。1974年末には高砂義勇隊の中村輝夫（本名、スニオン、李光輝）が発見され、台湾に帰国している。

## 参考資料
- 伊藤正徳 『帝国陸軍の最後3―死闘編』 角川文庫、1975年、p.243-244。
- 防衛研修所戦史室 『西部ニューギニア方面陸軍航空作戦』 朝雲新聞社《戦史叢書》、1969年。
- Robert Ross Smith, The Approach to the Philippines United States Army in World War II: The War in the Pacific. Washington DC: United States Army Center of Military History, 1996, Chapter19-20（米陸軍公刊戦史『フィリピンへの接近』）